# Will Walling
Pour les articles homonymes, voir Walling et William Walling.
William R. Walling, né le 2 juin 1872 à  Sacramento City Iowa et mort le 5 mars 1932 en Californie (lieu inconnu), est un acteur américain, généralement crédité Will Walling (parfois William Walling ou Will R. Walling).

## Biographie

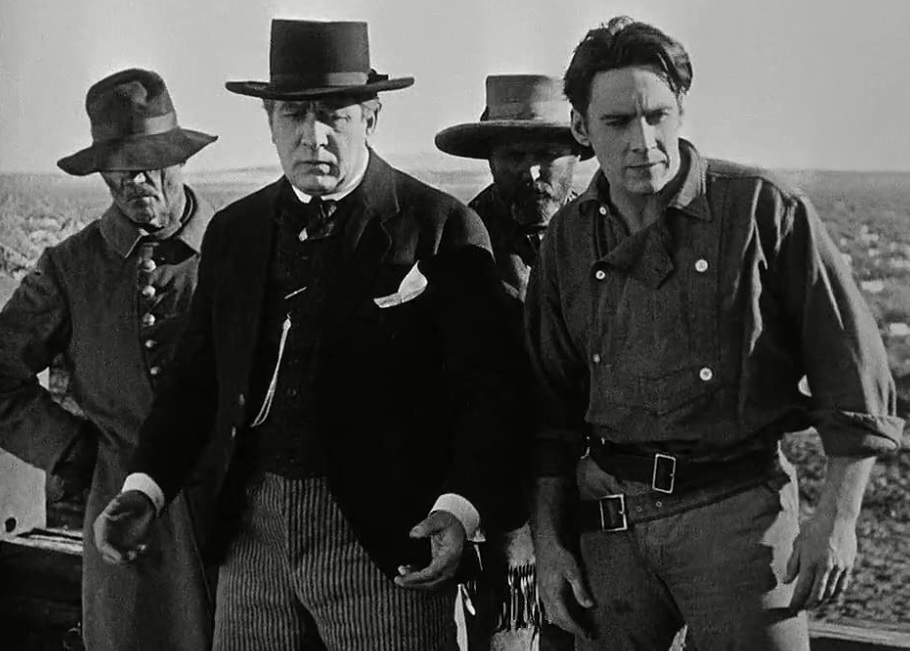
Avec George O'Brien (à d.),
dans Le Cheval de fer (1924)

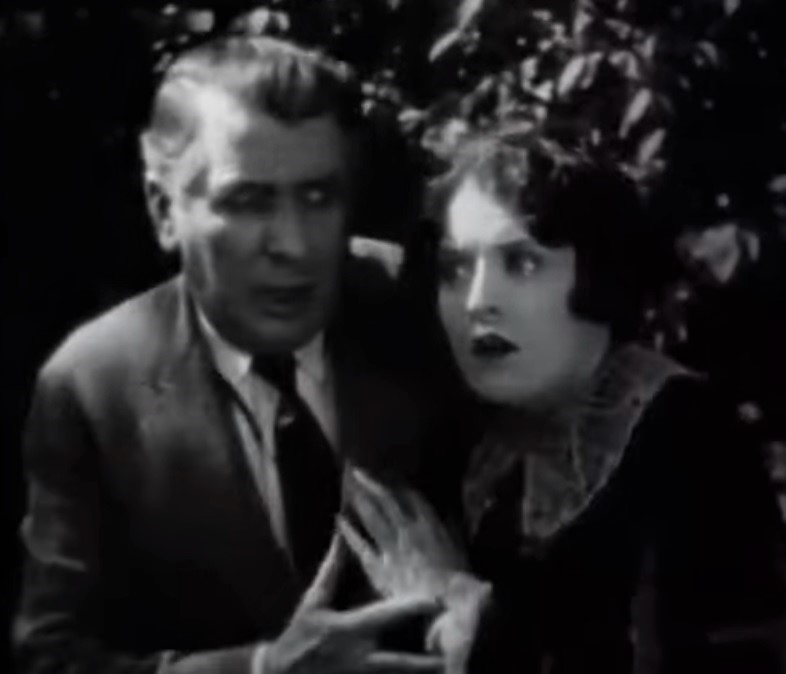
Avec Dorothy Dwan, dans The Great K and A Train Robbery (1926)

Actif principalement durant la période du muet, Will Walling contribue au cinéma à soixante-trois films américains (dont des westerns), le premier étant Le Carnet rouge de Jack Conway (1921, avec le réalisateur et Claire Adams). 
Il tourne en particulier dans trois films muets de John Ford, Le Forgeron du village (1922, avec Virginia True Boardman et Virginia Valli), Le Pionnier de la baie d'Hudson (1923, avec Tom Mix et Kathleen Key) et Le Cheval de fer (1924, avec George O'Brien et Madge Bellamy).
Citons également The Great K and A Train Robbery de Lewis Seiler (1926, avec Tom Mix et Dorothy Dwan), Les Écumeurs du Sud de W. S. Van Dyke (1927, avec Tim McCoy et Joan Crawford) et The Noose de John Francis Dillon (1928, avec Richard Barthelmess et Montagu Love).
Il apparaît aussi dans quelques films parlants, dont Quel phénomène ! de Clyde Bruckman (1929, avec Harold Lloyd et Barbara Kent) et Le Ranch de la terreur (1931,avec Buck Jones et John Wayne).
Le dernier film de Will Walling est High Speed (en) de D. Ross Lederman (avec Buck Jones et Wallace MacDonald), sorti le 2 avril 1932, à peine moins d'un mois après sa mort, à 59 ans.

## Filmographie partielle

### Période du muet
- 1921 : Le Carnet rouge (The Killer) de Jack Conway et Howard Hickman : John Emory
- 1922 : The Ladder Jinx de Jess Robbins : Officier Murphy
- 1922 : La Justicière (The Crimson Challenge) de Paul Powell : Jim Last
- 1922 : La Dure École (Making a Man) de Joseph Henabery : Bud Deming
- 1922 : The Sin Flood de Frank Lloyd : Stratton
- 1922 : Le Forgeron du village (The Village Blacksmith) de John Ford : John Hammond
- 1922 : Without Compromise d'Emmett J. Flynn : Bill Murray
- 1922 : North of the Rio Grande de Rollin S. Sturgeon : John Hannon
- 1923 : Le Pionnier de la baie d'Hudson ou Vers la mort (North of Hudson Bay) de John Ford : Angus McKenzie
- 1923 : Nobody's Money de Wallace Worsley
- 1924 : Le Petit Robinson Crusoë (Little Robinson Crusoe) d'Edward F. Cline : Capitaine de police
- 1924 : Le Cheval de fer (The Iron Horse) de John Ford : Thomas Marsh
- 1924 : Amour, Amour ! (in Love with Love) de Rowland V. Lee : M. Jordan
- 1925 : Le Sans-Patrie (The Man Without a Country) de Rowland V. Lee : Capitaine Shaw
- 1925 : Ranger of the Big Pines de W. S. Van Dyke
- 1925 : Clash of the Wolves de Noel M. Smith
- 1926 : Lost at Sea de Louis Gasnier : Détective en chef
- 1926 : The Great K and A Train Robbery (The Great K & A Train Robbery) de Lewis Seiler : Eugene Cullen
- 1926 : The Devil's Partner de Fred Becker : Shérif McHenry
- 1926 : Sin Cargo de Louis Gasnier : un douanier
- 1927 : Les Écumeurs du Sud (Winners of the Wilderness) de W. S. Van Dyke : Général Edward Braddock
- 1927 : Now I'll Tell One de James Parrott (court métrage) : le juge
- 1928 : L'Infidèle (The Mating Call) de James Cruze : Oncle Billy
- 1928 : Cléopâtre (Cleopatra) de Roy William Neill (court métrage)
- 1928 : The Noose de John Francis Dillon : le directeur

### Période du parlant

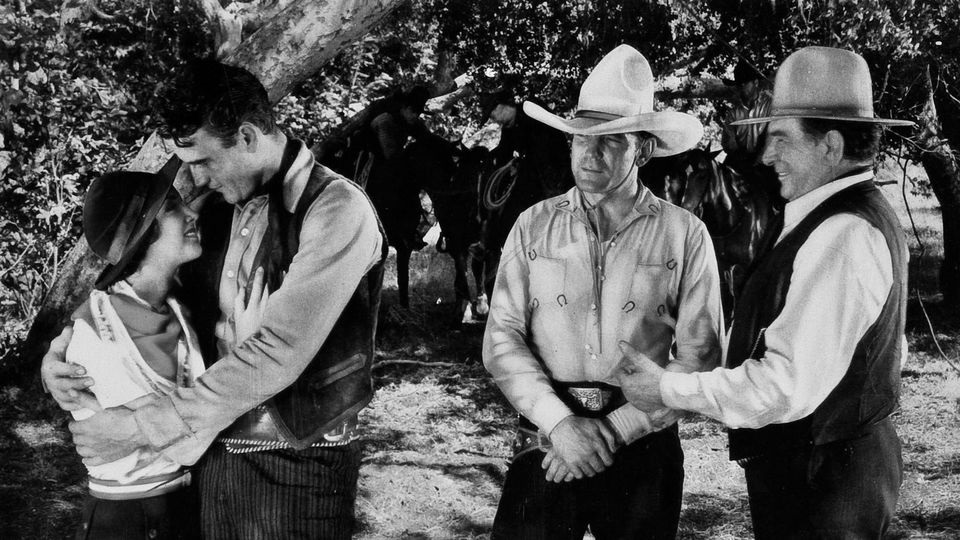
Susan Fleming, John Wayne, Buck Jones et Will Walling (de g. à d.), dans Le Ranch de la terreur (1931)

- 1927 : Le Chanteur de jazz (The Jazz Singer) d'Alan Crosland : un docteur
- 1929 : Quel phénomène ! (Welcome Danger) de Clyde Bruckman : Capitaine de police Walton
- 1929 : Rues sombres (Dark Streets) de Frank Lloyd : Capitaine de police
- 1930 : Désemparé (Derelict) de Rowland V. Lee : Capitaine Hagarth
- 1930 : Moby Dick de Lloyd Bacon : le forgeron
- 1931 : Seul contre tous (Two Fisted Justice) de George Arthur Durlam : Nick Slavin
- 1931 : Le Ranch de la terreur (The Range Feud) de D. Ross Lederman : M. Turner père
- 1931 : The Bad Sister d'Hobart Henley : un investisseur
- 1931 : Le Désert rouge (The Painted Desert) d'Howard Higgin : Kirby
- 1932 : High Speed (en) de D. Ross Lederman : M. Preston